# HMS Quentin (G78)
Le HMS Quentin est un destroyer de classe Q en service dans la Royal Navy pendant la Seconde Guerre mondiale.

## Historique
Le Quentin attaqua et coula le sous-marin allemand U-162 avec l'aide des destroyers Vimy et Pathfinder en mer des Caraïbes, près de Trinité, le 3 septembre 1942.
En compagnie du destroyer australien HMAS Quiberon, il largua des grenades anti-sous-marine et coula le sous-marin italien Dessiè au large de l'Algérie le 28 novembre 1942.
Le Quentin est torpillé par des Junkers Ju 88 allemands et coulé au large de l'Afrique du Nord le 2 décembre 1942, quelques heures seulement après avoir participé à la bataille du banc de Skerki. 20 hommes d'équipage décèdent dans cette attaque.